# Pterostylis russellii
Pterostylis russellii är en orkidéart som beskrevs av Trevor Edgar Hunt. Pterostylis russellii ingår i släktet Pterostylis och familjen orkidéer. Inga underarter finns listade i Catalogue of Life.